# Mytilinidion tortile
Mytilinidion tortile är en svampart som först beskrevs av Ludwig David von Schweinitz, och fick sitt nu gällande namn av Pier Andrea Saccardo 1883. Mytilinidion tortile ingår i släktet Mytilinidion och familjen Mytilinidiaceae.   Inga underarter finns listade i Catalogue of Life.